# 3びきのくま

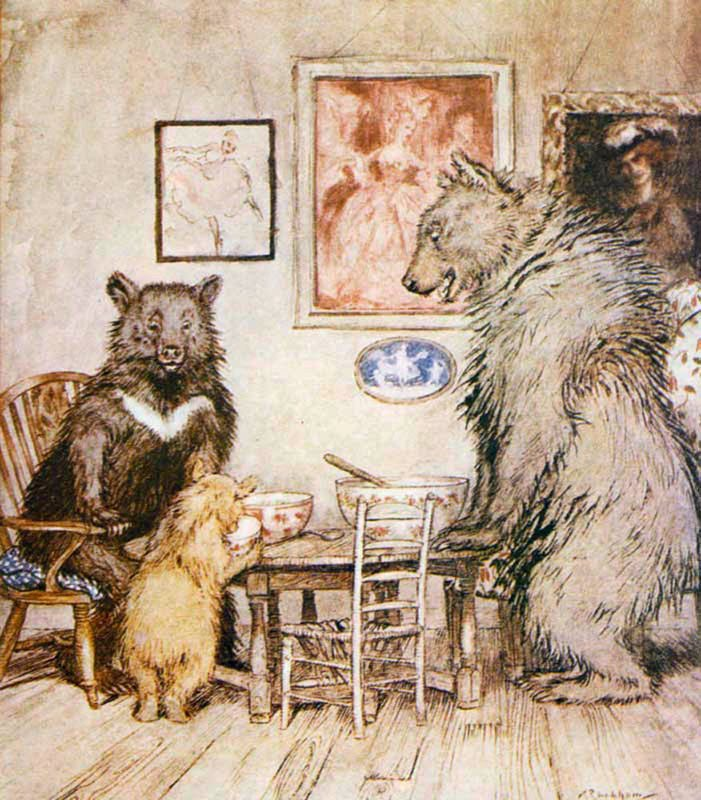
Flora Annie Steel作、Arthur Rackham画English Fairy Tales（1918年）の挿絵

3びきのくま（英語: the Three Bears）またはゴルディロックスと3匹のくま（Goldilocks and the Three Bears）は、イギリスの有名な童話である。1837年、ロバート・サウジーが散文で著したことで広く知られるようになったが、さらに古い原作に基づいている可能性がある。
ゴルディロックスという小さな女の子が3匹の熊に出くわす物語である。Goldilocksとは「金髪」という意味で、gold「金」+lock「髪」からできた名前。

## 概要
元の話では女の子は老婆として描かれており、意地の悪い老婆によって部屋を荒らされるという内容であったが、時が経つにつれて子供へのしつけやマナーを教える作品へと移行していき、少女へと設定が変わっていった。

## あらすじ

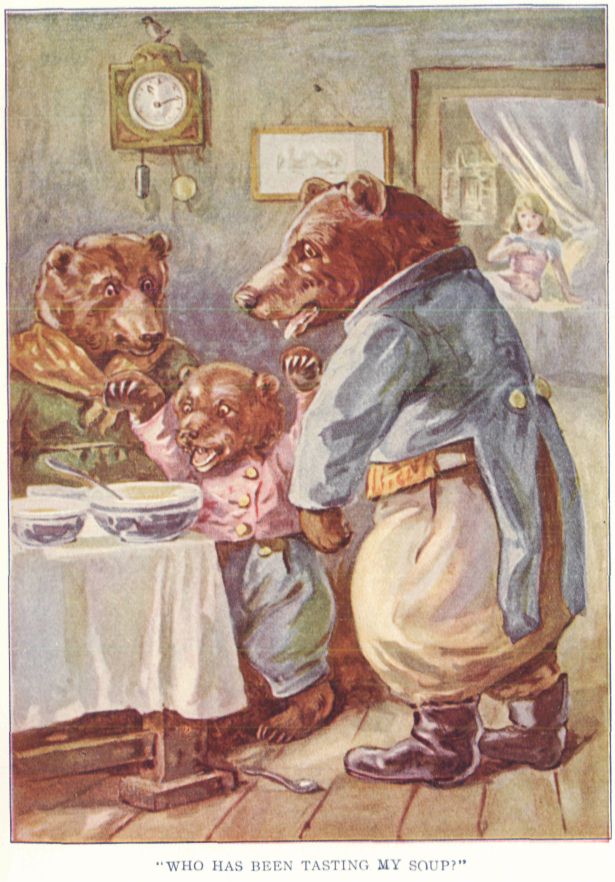
1927年発行の童話名作集に描かれた一場面

森の中に3匹のクマが住んでいた。1匹は小さく、もう1匹は中くらい、あとの1匹は大きなクマだった。3匹はそれぞれ、自分のと同じ大きさのお椀と椅子、ベッドを持っていた。
ある朝、3匹は朝食のお粥をお椀によそい、お粥がさめるまで散歩にでかけた。ところがその留守に、1人の女の子（老婆）がクマの家にやってくる。誰もいないので入ってみると、テーブルの上にお粥のお椀が置いてあった。大きなお椀のお粥は「熱すぎる」。中くらいお椀のお粥は「冷たすぎる」。小さなお椀のお粥は「ちょうどいい」ので、全部飲んでしまう。
女の子は疲れていたので椅子に座ろうとした。大きな椅子は「固すぎる」。中くらいの椅子は「クッションが柔らかすぎる」。小さな椅子は「ちょうどいい」ので座ったが、椅子は壊れて（初期では底が抜けた）しまった。
眠たくなったので寝室に行ってみると3つのベッドがあった。大きなベッドは「頭が大きすぎる」。中くらいのは「足が高すぎる」。小さいのは「ちょうどいい」ので、そこで寝てしまう。
その後、3匹のクマが戻って来て、小さなお椀のお粥は食べられ、椅子には座った痕があり、小さな椅子は壊れていて、ベッドには寝た痕があり、小さなベッドには女の子が寝ているのを発見する。目を覚ました女の子はクマに驚き、慌てて家から逃げていった。

## 翻案
日本ではレフ・トルストイによる翻案 Три медведяがよく知られている。

## ゴルディロックスのエポニム
- 景気が過熱しておらず、さりとて不況でもないというほどよい加減の状態の経済を指してしばしば「ゴルディロックス相場」（Goldilocks economy）または「適温相場」と呼ぶ[6]。
- 宇宙で、生命の生存に適した宙域をたとえるときにもよく使われ、「ゴルディロックス・ゾーン」と呼ばれることもある。その中で、中心星から生命の生存にちょうど良い距離にある太陽系外惑星のことを「ゴルディロックス惑星」と呼ぶこともある。詳細はハビタブルゾーンを参照。